# Mamassi
Mamassi (auch: Mamassey, Mamassi Hameau) ist ein Weiler in der Landgemeinde Torodi in Niger.

## Geographie
Der Weiler befindet sich rund 41 Kilometer nordwestlich des urbanen Zentrums von Torodi, des Hauptorts der gleichnamigen Landgemeinde und des gleichnamigen Departements Torodi, das zur Region Tillabéri gehört. Zu den Siedlungen in der näheren Umgebung von Mamassi zählen Bossey Bongou im Nordwesten sowie Mindéré und Allaréni im Nordosten.
Mamassi ist Teil der Übergangszone zwischen Sahel und Sudan. Die durchschnittliche jährliche Niederschlagsmenge beträgt hier zwischen 500 und 600 mm.

## Geschichte
Die Region Tillabéri und insbesondere das Departement Torodi waren ab 2019 verstärkt der Gefährdung durch nichtstaatliche bewaffnete Gruppen ausgesetzt. Diese äußerte sich in Angriffen, Morden, Entführungen, Plünderungen und Einschüchterungen. Mamassi gehörte zu den Siedlungen, aus denen deswegen Anfang 2021 Menschen flüchteten.

## Bevölkerung
Bei der Volkszählung 2012 hatte Mamassi 1582 Einwohner, die in 256 Haushalten lebten. Bei der Volkszählung 2001 betrug die Einwohnerzahl 263 in 28 Haushalten.

## Wirtschaft und Infrastruktur
In Mamassi gibt es Goldminen, die spätestens 2022 unter die Kontrolle von Dschihadisten gekommen sein sollen. Es ist eine Schule in der Siedlung vorhanden.